# Mogens Olsen
Mogens Frank Olsen (28. april 1932 i Århus – 6. marts 2007) var en dansk håndboldspiller, der i 1950'erne og 1960'erne adskillige gange var topscorer i den bedste danske række og desuden topscorer ved VM i håndbold 1958.

## Biografi
Mogens Olsen var fra Århus og han spillede i hele sin karriere i det daværende Århus KFUM, og han var med sine talrige mål med til at gøre klubben til en af de toneangivende i 1950'erne og 1960'erne, hvor det blev til tre mesterskaber. Mogens Olsen var venstrehåndet, og han blev kendt som "Kringle" efter sine ofte akrobatiske scoringer, hvor han vred kroppen til den ene side og derved kom fri af forsvaret.
Mogens Olsen blev ligatopscorer hver sæson fra 1952/53 til og med 1958/59 samt igen 1962/63 og 1965/66. De fleste af de mellemliggende sæsoner sluttede han i top 3.
Han debuterede på landsholdet i 1950, og han opnåede i alt 71 A-landsholdskampe og scorede her 295 mål. Hans største bedrift blev her, at han under VM i 1958 i DDR blev turneringens topscorer med 46 mål, da Danmark opnåede en 4. plads.
I sit civile liv var Mogens Olsen bankbetjent fra midt i 1950'erne i Aarhus Privatbank, der gennem fusioner til slut blev til Danske Bank, og han blev pensioneret i 1997. Han døde efter længere tids svær sygdom.[kilde mangler]